# ViàOccitanie Montpellier
Pour les autres chaînes du réseau ViàOccitanie, voir ViàOccitanie.
 (septembre 2017).
ViàOccitanie Montpellier est une chaîne de télévision généraliste locale française diffusée à Montpellier, renommée lors du rachat en 2017 de la chaîne TV Sud Montpellier (ex-7L TV), qui a diffusé de 2007 à 2025.

## Histoire

### Genèse du projet 7L Montpellier
En septembre 2003, Alexandre Scherer concrétise le projet 7L Montpellier dont il dessine les contours. Il est rapidement rejoint par Céline Saint-Rémy puis à partir de décembre 2003 par Robert Piétri et Jean-Yves Davril.
En mars 2004, le Groupe NRJ décide d'accompagner l'équipe d'entrepreneurs en entrant dans le capital en contrepartie d'un investissement de 4 millions d'euros.

### Création de 7L TV
Après une audition devant le CSA, 7L TV obtient sa première autorisation de diffuser pour la ville de Montpellier le 3 novembre 2005. Il devance trois projets dont ceux portés par le Groupe Le Monde/Midi libre et par Groupe Hersant Média.
La chaîne commence à diffuser le 21 mai 2007 à 18 heures.
Ne parvenant pas à convaincre avec son projet de syndication de programmes proposé aux chaînes locales, le Groupe NRJ change de stratégie et décide dès 2009 de chercher un repreneur, au minimum des investisseurs locaux.
Le 1er juillet 2010, la chaîne locale montpelliéraine est reprise par le groupe Média du Sud, détenu à parité par Christophe Musset et Pierre-Paul Castelli et propriétaire de Télé Miroir à Nîmes.
Le 7 février 2011, la chaîne est renommée TV Sud Montpellier, comme Télé Miroir qui devient TV Sud Camargue-Cévennes.
Le 28 septembre 2017, elle disparaît comme toutes les autres chaînes du bouquet TV Sud pour devenir le bouquet ViàOccitanie.

## Identité visuelle

### Logos

Logo de 7L TV Montpellier du 21 mai 2007 au 6 février 2011
Logo de TV Sud Montpellier du 7 février 2011 au 31 août 2015
Logo de TV Sud Montpellier du 1er septembre 2015 au 28 septembre 2017
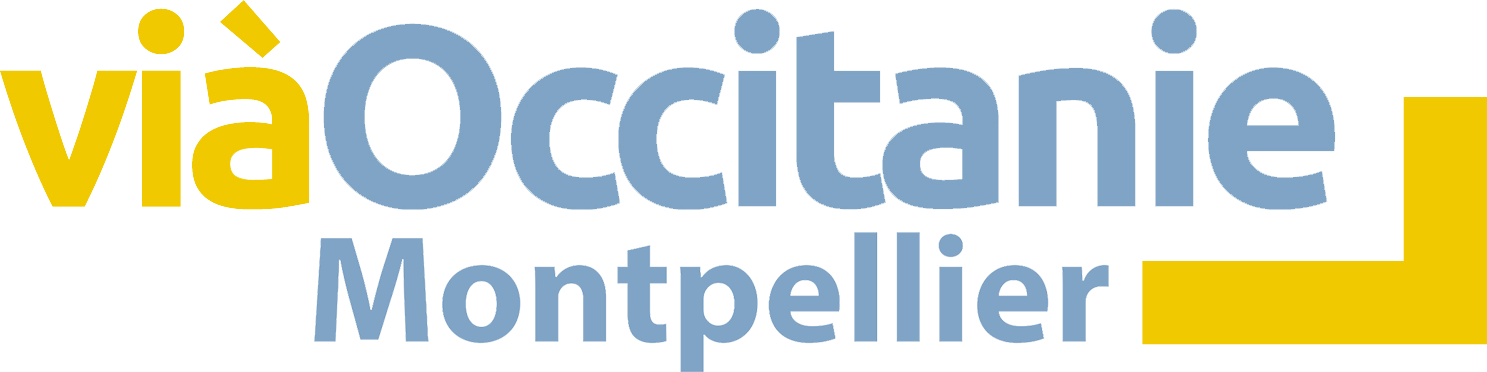
Logo de ViàOccitanie Montpellier du 28 septembre 2017 au 25 juillet 2025

### Slogans
- de mai 2007 à février 2011: « Vous vivez ici, 7L TV aussi »
- de février 2011 à octobre 2017 : « Vous vivez ici, TV Sud aussi ! »
- de octobre 2017 à juillet 2025: « La chaîne avec un accent ! »